# Пік Століття Пласту
65°16′35″ пд. ш. 64°06′40″ зх. д. / 65.276386° пд. ш. 64.111147° зх. д.

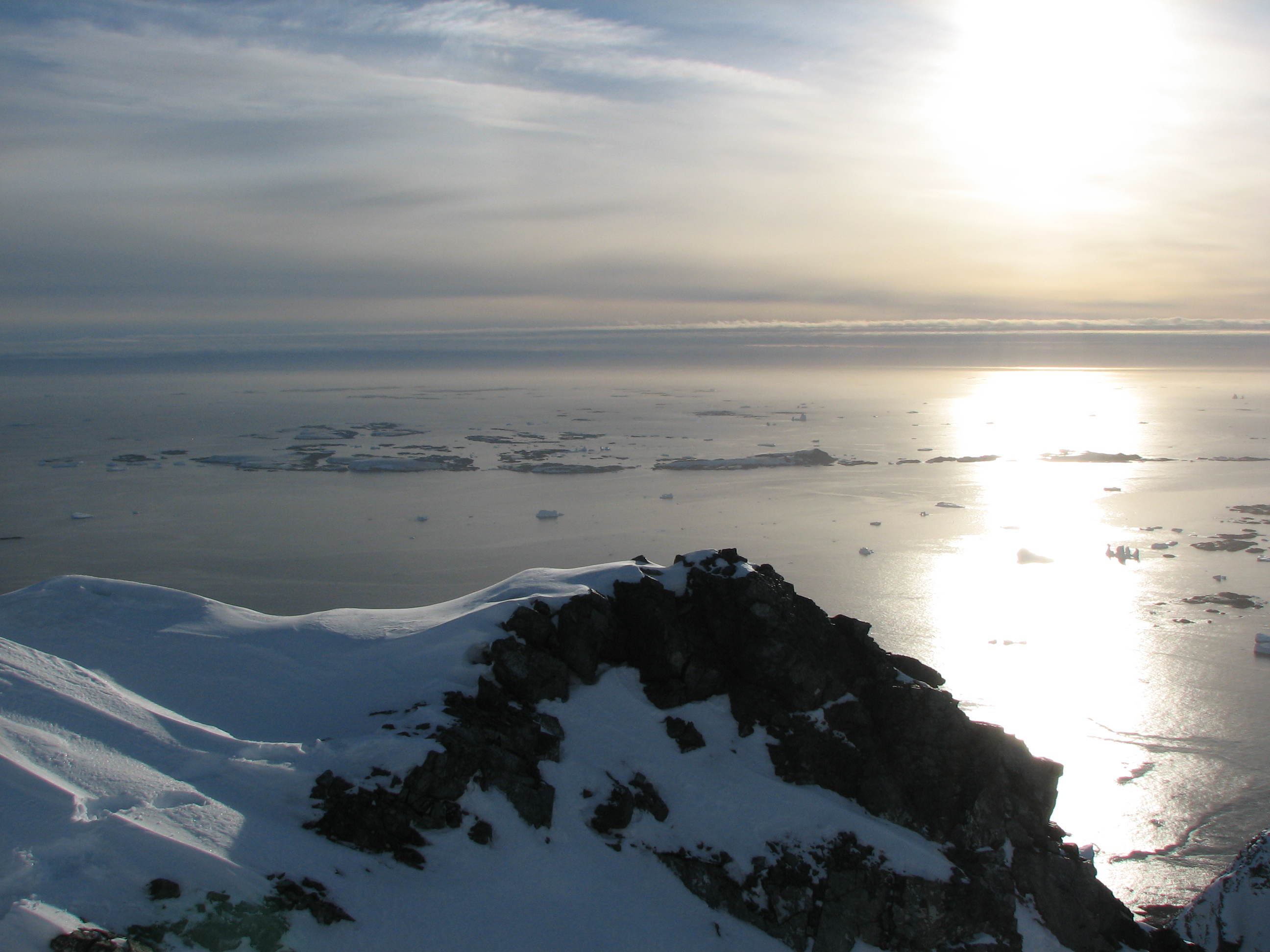
Пік Століття Пласту в Антарктиді

«Пік Столі́ття Пласту́» (англ. The Centenary of Plast Peak) — пік висотою 485 метрів над рівнем моря на західному березі Землі Ґрехама в Антарктиді. Пік названо 5 лютого 2012 року — в день, коли його було вперше підкорено.

## Назва
Свою назву пік отримав на честь столітнього ювілею, котрий у 2012 році святкує українська скаутська організація «Пласт».

## Розташування
Пік розташований на відрогах мису Туксен неподалік гори Демарія на західному березі Землі Ґрехама в материковій частині Антарктиди. Пік «100-ліття Пласту» знаходиться неподалік інших об'єктів, пов'язаних з Україною — антарктичної станції Академік Вернадський та півострова Київ.

## Підкорення
Підкорення піку було здійснено 5 лютого 2012 року шістьма науковцями. У складі експедиції було троє науковців-сезонників, що працюють лише влітку — Ігор Дикий, Дмитро Шмирьов, Карел Янко (біолог з Чехії), та троє зимівників — Артем Недогібченко, Денис Пишняк та Юрій Отруба. Експедиція організована Національним антарктичним науковим центром.
|               | Коли ми з хлопцями збирали матеріал по градієнту висот, саме випала нагода вийти на невеликий пік біля Демарії, який знаходиться в стороні від цієї гори і на який ніхто раніше не ходив. Не ходили через перешкоду – вузьку перемичку над прірвою (над океаном), яка у вигляді тонкої “бритви” з'єднує його з основним схилом. Але ми її пройшли. Це була лише одна “найскладніша” технічна ділянка, де довелося використовувати страховку. На вершині зробили тур з каміння і написали на сторінці з блокноту, що це пік “100-ліття Пласту” (двома мовами – українською та англійською), запакували це в капсулу (пластикову велику пробірку) та поклали в цей тур. |
| — Ігор Дикий, | |